# Lyderslev Sogn
Lyderslev Sogn 
ist eine Kirchspielsgemeinde (dän.: Sogn)
auf der Insel Sjælland im südlichen Dänemark.
Bis 1970 gehörte sie zur Harde Stevns Herred im damaligen Præstø Amt, danach zur Stevns Kommune im Storstrøms Amt, die im Zuge der  Kommunalreform zum 1. Januar 2007 in der „neuen“ Stevns Kommune in der Region Sjælland aufgegangen ist.
Im Kirchspiel leben 670 Einwohner, davon 326 im Kirchdorf (Stand: 1. Januar 2023).

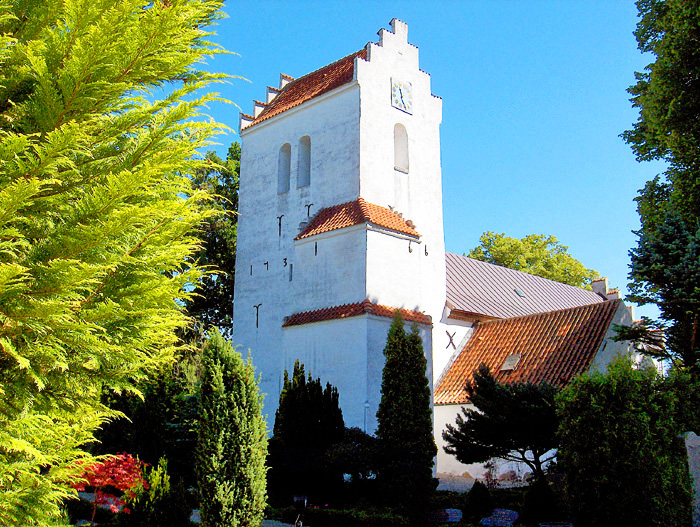
Lyderslev kirke

Im Kirchspiel liegt die Kirche „Lyderslev Kirke“ und das Gut Vemmetofte.
Nachbargemeinden sind im Norden Hellested Sogn und im Osten Frøslev Sogn und Havnelev Sogn, ferner in der westlich benachbarten Faxe Kommune Smerup Sogn.